# 谷本奈穂
谷本 奈穂（たにもと なほ、1970年 - ）は、日本の社会学者、関西大学教授。

## 来歴
大阪府出身。大阪大学人間科学部卒業、2001年同大学院人間科学研究科博士課程修了、論文「化粧品広告における身体のイメージ 美の問題を中心に」で博士（人間科学）。2002年関西大学総合情報学部助教授、2007年准教授、2012年教授。

## 著書
- 恋愛の社会学―「遊び」とロマンティック・ラブの変容（2008年4月1日、青弓社）ISBN 978-4787232847
- 美容整形と化粧の社会学―プラスティックな身体（2008年7月11日、新曜社）ISBN 978-4788511125
- 美容整形というコミュニケーション――社会規範と自己満足を超えて（2018年6月19日、花伝社）ISBN 978-4763408587

### 共編著
- 福間良明、難波功士『博覧の世紀 消費/ナショナリティ/メディア』（2009年8月4日、梓出版社）ISBN　978-4872622270
- 高井昌吏『メディア文化を社会学する―歴史・ジェンダー・ナショナリティ』（2009年11月17日、世界思想社）ISBN 978-4790714453

## 参考
- シノドス

| スタブアイコン | サブスタブ | この項目は、まだ閲覧者の調べものの参照としては役立たない、人物に関連した書きかけの項目です。この項目を加筆・訂正などしてくださる協力者を求めています（P:人物伝/PJ:人物伝）。 |